# Nasiłowo (Białoruś)

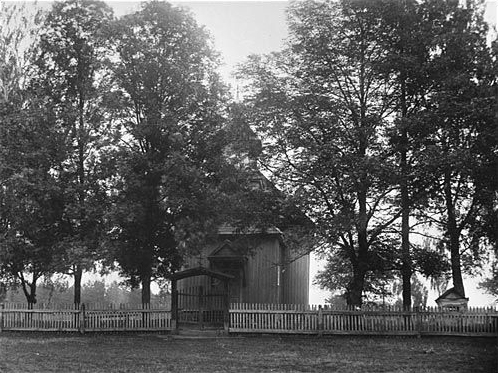
Cerkiew greckokatolickа (później prawosławna) w Nasiłowie, zniszczona przez władze komunistyczne w latach 60. XX w.

Nasiłowo (biał. Насілава) – wieś na Białorusi, w obwodzie mińskim, w rejonie mołodeckim, w sielsowiecie Clirle.
Znajdują się tu parafialna cerkiew prawosławna pw. Przemienienia Pańskiego oraz przystanek kolejowy Nasiłowo na linii Mińsk – Wilno.

## Historia
Do 1793 w granicach I Rzeczypospolitej. Wieś szlachecka położona była w końcu XVIII wieku w powiecie oszmiańskim województwa wileńskiego.
Pierwsza historyczna wzmianka o Nasiłowie z roku 1529. W 1544 roku własność Jerzego Nasiłowskiego.
Podczas III wojny północnej stacjonował we wsi, przed wyprawą na Radoszkowicze, król Karol XII (1708). W 1765 roku własność Lagowicza, który ufundował cerkiew greckokatolicką, a także szkołę.
W czasach zaborów wieś i zaścianek w gminie Lebiedziewo, w powiecie wilejskim, w guberni wileńskiej Imperium Rosyjskiego.
W latach 1921–1945 wieś i zaścianek leżały w Polsce, w województwie wileńskim, w powiecie wilejskim, od 1927 roku w powiecie mołodeczańskim,  w gminie Lebiedziewo.
Według Powszechnego Spisu Ludności z 1921 roku zamieszkiwało:
- wieś – 285 osób, 23 były wyznania rzymskokatolickiego a 262 prawosławnego. Jednocześnie 284 mieszkańców zadeklarowało białoruską a 1 rosyjską przynależność narodową. Było tu 51 budynków mieszkalnych[12]. W 1931 w 57 domach zamieszkiwały 294 osoby[13].
- zaścianek  – 74 osoby, 15 było wyznania rzymskokatolickiego a 59 prawosławnego. Jednocześnie 18 mieszkańców zadeklarowało polską, 50 białoruską a 6 rosyjską przynależność narodową. Było tu 9 budynków mieszkalnych[12]. W 1931 w 10 domach zamieszkiwało 69 osób[13].

Wierni należeli do parafii rzymskokatolickiej w Lebiedziewie i miejscowej prawosławnej. Miejscowość podlegała pod Sąd Grodzki w Mołodecznie i Okręgowy w Wilnie; właściwy urząd pocztowy mieścił się w Lebiedziewie. Mieściła się tu szkoła białoruska. 
W wyniku napaści ZSRR na Polskę we wrześniu 1939 miejscowość znalazła się pod okupacją sowiecką. 2 listopada została włączona do Białoruskiej SRR. Od czerwca 1941 roku pod okupacją niemiecką. W 1944 miejscowość została ponownie zajęta przez wojska sowieckie i włączona do Białoruskiej SRR.
Od 1991 w składzie niepodległej Białorusi.

## Cerkwie
Pierwszą cerkiew w Nasiłowie (pod wezwaniem Przemienienia Pańskiego) wzniesiono w 1765 r. Była to świątynia unicka, po synodzie połockim (1839) – prawosławna. W 1960 r. została przez ówczesne władze zamknięta, a następnie zburzona. Obecnie istniejącą cerkiew (noszącą wezwanie poprzedniej) zbudowano w latach 2001–2004.